# 蔡佾霖
蔡佾霖（1987年3月29日—），臺灣歷史學家、教育工作者、作家。研究領域為古馬雅文明及唐朝歷史，也是臺灣BBS站批踢踢實業坊（PTT）紅人，網路暱稱為（馬雅人）。蔡佾霖曾是PTT板主，活躍於該站「古文明板」（ancient）、「八卦板」（Gossiping），積極普及古馬雅文明相關考古學及歷史研究知識。現為臺灣實驗教育體「無界塾」教師，從事歷史教學與研究工作。

## 經歷
蔡佾霖是臺灣臺北縣中和人，父親是水電工，母親在百貨公司專櫃賣衣服；除此之外，他還有個一對弟妹，弟弟繼承父業，妹妹當銀行員。就讀臺北縣自強國小6年級時，在班級圖書櫃發現一本介紹古馬雅文明的書籍，開啟他對古馬雅文明的終身興趣。蔡佾霖高中畢業後，考上國立臺灣師範大學歷史系。當時他的指考歷史分數，排入臺灣前兩百位。也仍繼續研究古馬雅歷史及相關考古學成果。然而，古馬雅文明在臺灣是相當冷門的研究領域。據蔡佾霖自述，其大學期間舉辦的讀書會只能維持一到兩年，並以「孤獨」形容自身的興趣。
大學時期，蔡佾霖受臺師大歷史系教授陳登武影響，參加幾場由國立臺灣大學歷史學系教授高明士主持的唐律讀書會，逐漸萌發對唐朝歷史的學術興趣。升上同系研究所後，蔡佾霖又參加日本歷史學家妹尾達彥的演講，折服於其對唐長安城的研究成果，遂於陳登武指導下，投入唐朝歷史研究。
另一方面，蔡佾霖並未放棄他對古馬雅文明的學術興趣，於擔任PTT「古文明板」（ancient）板主期間，便多次於該板上撰寫文章，普及古馬雅文明相關歷史、考古學知識。直到2012年發生世界末日風潮後，蔡佾霖才受臺大人類系教授陳伯楨注意。後者在看到蔡佾霖的發文後，邀請他出席中美經貿辦事處舉辦的馬雅文化論壇，參與古馬雅文明相關研究討論，並將他介紹給貝里斯考古學家海米·阿威。2013年夏季，經陳伯禎牽線，蔡佾霖在貝里斯考古團隊補助下，前往當地考古學校參與挖掘古馬雅中小型城市遺跡。完成實地接觸古馬雅考古工作的夢想。
蔡佾霖曾於新竹縣五峰鄉服替代役。2017年，結婚並定居臺北，從事歷史教學、研究與普及工作，活躍於各級學校及團體舉辦之歷史文化知識講座。2020年，蔡佾霖得一女兒。蔡佾霖現為臺灣實驗教育團體「無界塾」教師、「故事：寫給所有人的歷史」網站專欄作者，並經營「馬雅國駐臺辦事處」Facebook粉絲專頁，持續推廣古馬雅文明研究及相關知識。

## 外部連結
- 故事：寫給所有人的歷史-馬雅國史館 （繁體中文）
- 馬雅國駐臺辦事處 （页面存档备份，存于） （繁體中文）